# Mistrzostwa Świata w Hokeju na Lodzie 2020
84. Mistrzostwa Świata w Hokeju na Lodzie 2020 organizowane przez Międzynarodową Federację Hokeja na Lodzie (IIHF) miały się odbyć w Szwajcarii. Miastami goszczącymi najlepsze reprezentacje świata miały być Zurych i Lozanna. Turniej elity był planowany w dniach 8 – 24 maja 2020 roku. Zawody miały być jednocześnie kwalifikacją do następnego turnieju. Po raz pierwszy w historii w Mistrzostwach Świata w hokeju na lodzie rywalizacja miała się toczyć w czterech dywizjach. Debiutantami miały być reprezentacja Filipin i reprezentacja Malezji. Wszystkie turnieje zostały jednak odwołane w związku z pandemią COVID-19.

## Elita
Turniej miał zostać rozegrany w dniach od 8 do 24 maja 2020 roku w Zurychu i Lozannie w Szwajcarii. Miało w nim wziąć udział 16 najlepszych drużyn świata.
W tej części mistrzostw system rozgrywania meczów jest inny niż w niższych dywizjach. Najpierw wszystkie drużyny uczestniczą w fazie grupowej, w której będą podzielone na dwie 8-zespołowe grupy. Cztery czołowe drużyny z każdej grupy automatycznie zakwalifikują się do fazy pucharowej ukierunkowanej na wyłonienie mistrza świata. Ostatnie zespoły z obu grup zostaną zdegradowane do Dywizji I Grupy A.
W Mistrzostwach Świata Elity 2020 zagrają następujące reprezentacje:
- Białoruś (awansowała z Dywizji I Grupy A)
- Czechy
- Dania
- Finlandia
- Kanada
- Kazachstan (awansował z Dywizji I Grupy A)
- Łotwa
- Niemcy
- Norwegia
- Rosja
- Słowacja
- Stany Zjednoczone
- Szwajcaria (gospodarz)
- Szwecja
- Wielka Brytania
- Włochy

## Dywizja I
Grupa A Dywizji I jest drugą klasą mistrzowską, z której dwie pierwsze drużyny uzyskują awans do Elity, a ostatni zespół jest degradowany do Grupy B Dywizji I. Grupa B Dywizji I stanowi trzecią klasę mistrzowską. Jej zwycięzca awansuje do Dywizji I Grupy A, zaś ostatnia drużyny spada do Dywizji II Grupy A.

### Grupa A
Mistrzostwa Świata Dywizji I Grupy A miały zostać rozegrane w dniach od 27 kwietnia do 3 maja 2020 roku w Lublanie, stolicy Słowenii. Miały w nich zagrać następujące drużyny:
- Austria (zdegradowana z Elity)
- Francja (zdegradowana z Elity)
- Korea Południowa
- Rumunia (awansowała z Dywizji I Grupy B)
- Słowenia (gospodarz)
- Węgry

### Grupa B
Mistrzostwa Świata Dywizji I Grupy B miały zostać rozegrane w dniach od 27 kwietnia do 3 maja 2020 roku w Katowicach w Polsce. Miały w nich zagrać następujące drużyny:
- Estonia
- Japonia
- Litwa (zdegradowana z Dywizji I Grupy A)
- Polska (gospodarz)
- Serbia (awansowała z Dywizji II Grupy A)
- Ukraina

## Dywizja II
Grupa A Dywizji II jest czwartą klasą mistrzowską, z której pierwsza drużyna uzyskują awans do Dywizji I Grupy B, a ostatni zespół jest degradowany do Grupy B Dywizji II. Grupa B Dywizji II stanowi piątą klasę mistrzowską. Jej zwycięzca awansuje do Dywizji II Grupy A, zaś ostatnia drużyny spada do Dywizji III.

### Grupa A
Mistrzostwa Świata Dywizji II Grupy A miały zostać rozegrane w dniach od 19 do 25 kwietnia 2020 roku w Zagrzebiu, stolicy Chorwacji. Miały w nich zagrać następujące drużyny:
- Australia
- Chiny
- Chorwacja (gospodarz)
- Hiszpania
- Holandia (zdegradowana z Dywizji I Grupy B)
- Izrael (awansował z Dywizji II Grupy B)

### Grupa B
Mistrzostwa Świata Dywizji II Grupy B miały zsotać rozegrane w dniach od 19 do 25 kwietnia 2020 roku w Reykjavíku, stolicy Islandii. Miały w nich zagrać następujące drużyny:
- Belgia (zdegradowana z Dywizji II Grupy A)
- Bułgaria (awansowała z Dywizji III)
- Gruzja
- Islandia (gospodarz)
- Meksyk
- Nowa Zelandia

## Dywizja III
Dywizja III jest szóstą klasą mistrzowską. Została podzielona na dwie grupy. Zwycięzca Grupy A uzyska awans do Dywizji II Grupy B, natomiast najsłabsza drużyna spadnie do Dywizji III Grupy B. Z kolei najlepsza drużyna z Grupy B uzyska awans do Grupy A, a najsłabsza drużyna spadnie do nowo utworzonej Dywizji IV

### Grupa A
Mistrzostwa Świata Dywizji III Grupy A miały zostać rozegrane w dniach od 19 do 25 kwietnia 2020 roku w Kockelscheuer w Luksemburgu. Miały w nich zagrać następujące drużyny:
- Chińskie Tajpej
- Korea Północna (zdegradowana z Dywizji II Grupy B)
- Luksemburg (gospodarz)
- Turcja
- Turkmenistan
- Zjednoczone Emiraty Arabskie

### Grupa B
Mistrzostwa Świata Dywizji III Grupy B miały zostać rozegrane w dniach od 20 do 26 kwietnia 2020 roku w Kapsztadzie w Południowej Afryce. Miały w nich zagrać następujące drużyny:
- Bośnia i Hercegowina
- Hongkong
- Południowa Afryka (gospodarz)
- Tajlandia

## Dywizja IV
Dywizja IV to nowo utworzona najniższa klasa mistrzowska, której zwycięzca uzyska awans do Dywizji III Grupy B. Mistrzostwa Świata Dywizji IV miały zostać rozegrane w dniach od 2 do 8 marca 2020 roku w Biszkeku, stolicy Kirgistanu. Miały w nich zagrać następujące drużyny:
- Filipiny (debiutant)
- Kirgistan (gospodarz)
- Kuwejt
- Malezja (debiutant)